# Roger Varnay
Roger Varnay, nom de scène de Roger Gauffreteau, né le 15 avril 1922 à Livry-Gargan et mort dans le 1er arrondissement de Paris le 27 juillet 2007, est un chanteur et auteur-compositeur français .

## Biographie
Il est l'auteur d'environ 250 chansons chantées par lui-même, Yves Montand, Tino Rossi, Marcel Amont, Annie Cordy, Jacqueline François, Félix Marten, Bourvil ou Simone Langlois.
Il a travaillé avec des compositeurs et arrangeurs comme Paul Mauriat, François Rauber et Marc Heyral. Léo Poll a aussi composé plusieurs de ses chansons dont Banlieue et Canal Saint-Martin.
À la fin des années 1940, il écrit ses premières chansons, qui rencontrent rapidement le succès. Au Grand Concours de la Chanson de Deauville, en 1949, il remporte le Prix Tino Rossi avec Jeunes Amours (ex aequo avec Lydia Georges pour Coquillages) et le Prix Lucienne Boyer pour Banlieue (pour Lucienne Boyer). Banlieue gagne aussi, en juin 1950, le concours du Million de la chanson.
Il a écrit deux grands succès d'Yves Montand : Les Mirettes et La Marie-Vison, reprise par plusieurs autres interprètes.
Il réalise aussi des disques pédagogiques pour enfants comme La Prévention Routière à l'école Maternelle ou L'Alphabet des Animaux, mais aussi des disques à consonance patrimoniale, pour des villes comme Pierrefitte-sur-Seine, Clichy-sous-Bois et Tremblay-en-France (il a habité ces deux dernières communes) : La Pierrefittoise, Les Violons du Raincy...

## Albums
- Le Profit (1980[2])
- Et J'connais pas Maïakovski (1983[2])